# Альберт, Йожеф
Йо́жеф Альберт (венг. Albert József; 7 мая 1912, Гнуштя — 16 апреля 1994, Будапешт) — венгерский футболист и тренер.

## Биография
В качестве футболиста выступал за венгерскую команду «Сегед». После Второй мировой войны начал тренерскую карьеру. Возглавлял ряд команд из своей страны. Также Альберт работал с национальными сборными. В 1957 году вместе с Сирией одержало победу на футбольном турнире Панабских играх. Также специалист возглавлял Ливан, однако в 1967 году он не получил визу в Японию на квалификационный раунд Летних Олимпийских игр 1968. В спешном порядке он был заменен у руля сборной на Джозефа Налбандяна

## Достижения
- Обладатель Кубка Митропы (1): 1969/70
- Победитель Панарабских игр (1): 1957